# غودالي سلاخ (بدرانلو)
غودالي سلاخ (بالفارسية: گودالی سلاخ) هي قرية تقع في إيران في قسم بدرانلو الريفي. يقدر عدد سكانها بـ 73 نسمة بحسب إحصاء 2016.